# Hrabstwo Charleston

Piramida wieku hrabstwa

Hrabstwo Charleston – hrabstwo w stanie Karolina Południowa, w USA. W 2010 roku populacja wynosiła 350 209 mieszkańców. Siedziba hrabstwa mieści się w Charleston.

## Miasta
- Awendaw
- Charleston
- Folly Beach
- Hollywood
- Isle of Palms
- James Island
- Kiawah Island
- Lincolnville
- McClellanville
- Mount Pleasant
- Meggett
- Ravenel
- Rockville
- Seabrook Island
- Sullivan’s Island
- Summerville